# ميخائيل غافين
ميخائيل غافين (بالإنجليزية: Michael Gavin)‏ (30 مارس 1986 بسكوتسديل في الولايات المتحدة - ) هو لاعب كرة قدم أمريكي في مركز الدفاع. لعب مع لوس أنجلوس غلاكسي وIMG Academy Bradenton ‏.

## وصلات خارجية
- ميخائيل غافين على موقع الدوري الأمريكي (الإنجليزية)
- ميخائيل غافين على موقع قاعدة بيانات كرة القدم.إي يو (الإنجليزية)